# Distretto di Cocabamba
Il distretto di Cocabamba è un distretto del Perù nella provincia di Luya (regione di Amazonas) con 2.240 abitanti al censimento 2007 dei quali 323 urbani e 1.917 rurali.
È stato istituito il 5 febbraio 1861.

## Località
Il distretto è formato dall'insieme delle seguenti località:
- Cocabamba
- Tupen Chico
- Cuentas
- Quisquis
- Buillal
- Mushca
- Lambe
- Guayaquil
- Mendan
- Yomblon
- Quemia
- Molino
- Pahuana
- Mula Corral
- Buena Vista
- Arteago
- Barianas
- Mapish
- Siprayacu
- La Lucma
- Chuillon
- La Baleriana
- Samana
- Dashmal
- Livian
- La Granadilla
- Pacpapampa
- Asquita
- Pacae Grande
- Caðabrava
- Siogue
- Hualpuc
- Cedro
- Shumbuy
- Punta
- Nevoran
- San Lucas